# NGC 2966
NGC 2966 é uma galáxia espiral barrada (SBbc) localizada na direcção da constelação de Sextans. Possui uma declinação de +04° 40' 25" e uma ascensão recta de 9 horas, 42 minutos e 11,4 segundos.
A galáxia NGC 2966 foi descoberta em 16 de Março de 1884 por Édouard Jean-Marie Stephan.